# Brittain Brown
Brittain Brown (Canton, 10 ottobre 1997) è un giocatore di football americano statunitense che milita nel ruolo di running back per i Chicago Bears della National Football League (NFL). Al college ha giocato per l'Università Duke e per l'Università della California a Los Angeles. Fu scelto nel settimo giro del Draft NFL 2022 dai Las Vegas Raiders.

## Carriera universitaria
Cresciuto a Canton, in Georgia, Brown ha cominciato a giocare a football alla Cherokee High School, scegliendo poi nel 2016 di iscriversi alla Duke University, che superò altri college interessate a Brown prima tra tutte l'Università di Clemson, andando a giocare con i Blue Devils, impegnati nella American Athretic Conference (AAC) della Divisione I della Football Bowl Subdivision (FBS) della NCAA. 

### Duke Blue Devils
Nel 2016 fu redshirt, quindi poteva allenarsi con la squadra ma non disputare gare ufficiali. Nel 2017 giocò 13 partite, mettendosi in mostra con 130 corse per 701 yard e segnando 7 touchdown. L'anno successivo giocò 9 partite, con 5 da titolare, mentre nel 2019 giocò in tre partite prima di dover interrompere la stagione a causa di un grave infortunio alla spalle sinistra, che richiese anche un intervento chirurgico.

### UCLA Bruins
Di fronte alla possibilità di un lungo stop, Brown decise di laurearsi presso Duke per poi, nell'estate del 2020, passare all'Università della California a Los Angeles (UCLA) andando a giocare con i Bruins, impegnati nella Pacific-12 Conference (PAC-12), squadra che utilizzava molto il gioco di corsa. Nel 2020 giocò tutte e 7 le partite della stagione, accorciata a causa della pandemia di COVID-19, mentre nel 2021 giocò le prime dieci partite, di cui le prime quattro da titolare, correndo per 615 yard con 102 corse tentate e segnando 7 touchdown, per poi essere bloccato nella parte finale della stagione da piccoli infortuni.
| Stagione    | Stagione    | Stagione    | Stagione    | Stagione | Stagione | Corse    | Corse    | Corse    | Corse    | Corse    | Ricezioni | Ricezioni | Ricezioni | Ricezioni | Ricezioni |
| Anno        | Squadra     | Campionato  | Conference  | P        | PT       | Att      | Yard     | TD       | Lung     | Media    | Ric       | Yard      | TD        | Lung      | Media     |
| ----------- | ----------- | ----------- | ----------- | -------- | -------- | -------- | -------- | -------- | -------- | -------- | --------- | --------- | --------- | --------- | --------- |
| 2016        | Duke        | FBS Div. I  | AAC         | Redshirt | Redshirt | Redshirt | Redshirt | Redshirt | Redshirt | Redshirt | Redshirt  | Redshirt  | Redshirt  | Redshirt  | Redshirt  |
| 2017        | Duke        | FBS Div. I  | AAC         | 13       | 0        | 130      | 701      | 7        | 39       | 5,4      | 14        | 161       | 0         | 40        | 11,5      |
| 2018        | Duke        | FBS Div. I  | AAC         | 9        | 5        | 80       | 369      | 3        | 43       | 4,6      | 1         | 44        | 1         | 44        | 44,0      |
| 2019        | Duke        | FBS Div. I  | AAC         | 3        | 0        | 12       | 56       | 0        | 16       | 4,7      | 2         | 13        | 0         | 10        | 6,5       |
|             |             |             |             |          |          |          |          |          |          |          |           |           |           |           |           |
| 2020        | UCLA        | FBS Div. I  | PAC-12      | 7        | 2        | 82       | 543      | 4        | 64       | 6,6      | 6         | 84        | 1         | 18        | 14,0      |
| 2021        | UCLA        | FBS Div. I  | PAC-12      | 10       | 4        | 102      | 615      | 7        | 48       | 6,0      | 18        | 129       | 0         | 14        | 7,2       |
| Totale Duke | Totale Duke | Totale Duke | Totale Duke | 25       | 5        | 222      | 1.126    | 10       | 43       | 5,1      | 17        | 218       | 1         | 44        | 12,8      |
| Totale UCLA | Totale UCLA | Totale UCLA | Totale UCLA | 17       | 6        | 184      | 1.158    | 11       | 64       | 6,3      | 24        | 213       | 1         | 18        | 10,6      |
| Totale      | Totale      | Totale      | Totale      | 42       | 11       | 406      | 2.284    | 21       | 64       | 5,6      | 41        | 431       | 2         | 44        | 10,5      |

Fonte: Sports Reference
In grassetto i record personali in carriera

## Carriera professionistica

### Las Vegas Raiders
Brown fu scelto nel corso del settimo giro (250º assoluto) del Draft NFL 2022 dai Las Vegas Raiders. Il 12 maggio 2022 firmò il suo contratto da rookie con i Raiders, un accordo quadriennale per 3,7 milioni di dollari con un bonus alla firma di 80.000 dollari e un'opzione di prolungamento per un quinto anno.
Brown scelse di giocare col numero 38. Il 30 agosto 2022 rientrò nel roster attivo iniziale della squadra per la stagione 2022. La sua stagione d'esordio si concluse con 6 presenze, nessuna delle quali come titolare, senza tentare alcuna corsa.
Durante la fase di preparazione alla stagione 2023, Brown si infortunò e il 27 agosto 2023 fu inserito nella lista riserve/infortunati, comportando questo che non avrebbe più potuto scendere in campo in stagione con i Raiders. Resto quindi fuori per tutto il 2023.
Prima dell'avvio della stagione 2024 non rientrò nel roster attivo iniziale dei Raiders e il 27 agosto 2024 fu svincolato.

### Seattle Seahawks
Il 18 settembre 2024 Brown firmò per la squadra di allenamento dei Seattle Seahawks. Fu svincolato il 26 novembre, per poi essere nuovamente aggregato alla squadra di allenamento l'11 dicembre successivo. Terminò l'annata senza nessuna presenza in campo.

### Chicago Bears
L'11 agosto 2025 Brown firmò con i Chicago Bears.